# Psalm 59
Psalm 59 – jeden z utworów zgromadzonych w biblijnej Księdze Psalmów. Psalm jest zaliczany do dzieł przypisywanych  Dawidowi. W numeracji Septuaginty psalm ten nosi numer 58.

## Treść i struktura Psalmu
Psalm opisuje wydarzenia toczące się za czasów Dawida, nim został królem. Był wtedy banitą wyjętym spod prawa. Wyraźnie widać, że psalmista bardziej niż o własne życie przejmuje się opiniami na swój temat. Męczą go kłamcy, opowiadający nieprawdę dniem i nocą (59,7.15). Mimo napotkanych problemów, psalmista myśli o Bogu jako o fundamencie lub twierdzy, która daje mu schronienie, w której może odetchnąć (59,9.17-18) Obrona wyczekiwana przez podmiot liryczny ma być przejawem wiernego panowania Boga nad Izraelem (59,14).
Psalm wydaje się być lamentacją składającą się z dwóch części (59,2–9 i 10–18). Pierwsza część jest ciągiem rozpaczliwych skarg na obecną sytuację. Druga opowiada o Bożej mocy oraz sprawiedliwości. Podmiot liryczny przez cały psalm żywi nadzieję na Bożą interwencję. Jego słowa do samego końca utworu wypowiadane są w czasie przyszłym, niedokonanym.

## Symbolika
- Szydzisz drwisz (59,9) – jest to antropomorfizm, ukazuje absolutną bezradność wobec Boga, ludzi niesprawiedliwych.
- Nie zabijaj ich (59,12) – prośba sprzeczna z kontekstem, jednak możliwe jest inne tłumaczenie „Wytrać ich o Boże”[3].
- W psalmie dwukrotnie pojawia się niejasne słowo Sela, którego znaczenie nie jest dokładnie znane.